# Forever Young (piosenka Roda Stewarta)
Forever Young – piosenka angielskiego piosenkarza Roda Stewarta wydana w 1988 roku na singlu, który promował album Out of Order (1988).

## Listy przebojów
| Kraj | Lista                          | Pozycja | Źr.   |
| ---- | ------------------------------ | ------- | ----- |
| CA   | „RPM” Top Singles              | 5       | [ 2 ] |
| NZ   | Top 40 Singles                 | 46      | [ 3 ] |
| PL   | LP3                            | 36      | [ 4 ] |
| GB   | Official Singles Chart Top 100 | 57      | [ 5 ] |
| US   | Hot 100                        | 12      | [ 6 ] |

| Kraj | Lista                          | Pozycja | Źr.   |
| ---- | ------------------------------ | ------- | ----- |
| GB   | Official Singles Chart Top 100 | 55      | [ 5 ] |